# Adam Vinatieri
Adam Matthew Vinatieri (* 28. prosince 1972 Yankton, USA) je bývalý hráč amerického fotbalu, kicker.
Od roku 1996 působíil v National Football League, a to v klubech New England Patriots (1996–2005) a Indianapolis Colts (2006–2019). V National Football League získal rekordních 2600 bodů a tzv. field goalů, tedy tříbodových gólů dosažených kopnutím během hry (582). Při tomto druhu činnosti, pokusu o field goal, dosáhl úspěšnosti 84.2%. Je vítězem čtyř Super Bowlů (2002, 2004, 2005, 2007). Třikrát byl nominován do prvního all-stars týmu soutěže (tzv. All-Pro), v letech 2002, 2004 a 2014.